# Тарантул (шхуна)
«Тарантул» — парусная шхуна Каспийской флотилии Российской империи.

## Описание шхуны
Парусная деревянная шхуна водоизмещением 134 тонны, одна из четырёх шхун типа «Змея». Длина шхуны между перпендикулярами составляла 20,4—20,42 метра, ширина — 6,4 метра. Вооружение судна состояло из четырёх пушек.

## История службы
Парусная шхуна «Тарантул» была заложена в 1847 году в Або, в том же году судно было спущено на воду. Строительство вёл кораблестроитель Юргенсон. В следующем 1848 году шхуна по внутренним водным путям совершила переход из Кронштадта в Астрахань и вошла в состав Каспийской флотилии России.
В кампанию 1849 года попеременно с бригом «Мангишлак» несла брандвахтенную службу в Тюб-Караганском заливе. Моряки кораблей помимо охраны ближайшей акватории Каспийского моря занимались осмотром и учетом прибывающих судов. Так с апреля по октябрь 1849 года было зафиксировано прибытие 13 кусовых лодок, 25 расшив, одного шкоута, и одного неидентифицированного судна «хозяйка оному Авдотья Мочалова». На указанных судах в Ново-Петровское укрепление доставлялись мука, овёс, сено и дрова, а также товары для мелкой торговли. В том же году выходила в Эмбенские воды во главе отряда крейсерских судов под общим командованием капитан-лейтенанта М. М. Кадникова.
В кампанию 1850 года шхуна совершала крейсерские плавания в районе Астрабадской станции, отбила захваченное туркменскими пиратами судно купца Кафтанникова, однако при отступлении пиратам все же удалось увести с собой двух захваченных матросов и некоторою часть товара.
8 (20) апреля 1851 года во время нападения туркмен на Астрабадскую станцию находилась у Фарахабадского промысла для его защиты. Была направлена для защиты промысла командиром находившегося у станции отряда кораблей Каспийской флотилии капитан-лейтенантом Л. А. Вендрихом, заранее извещённым о планируемом нападении. Одновременно с нападением на станцию пиратские суда появились и на промыслах, однако артиллерийским огнем со шхуны удалось не подпустить неприятельские суда ни к посёлку, ни к стоявшим у берега русским промысловым судам. Во время преследования отступающих пиратов удалось потопить один из их киржимов. На обратном пути к станции в двадцати пяти милях от Ашур-Аде шхуна встретила дрейфующее в море ограбленное русское торговое судно и немного позже персидский киржим. Оба судна были без экипажей и парусов, в связи с чем были доставлены экипажем шхуны в Ашур-Аде.  
В кампанию 1852 года несла службу в Астрабадском заливе. 19 сентября (1 октября) 1852 года в составе отряда капитана 2-го ранга И. И. Свинкина, состоявшего помимо шхуны из парохода «Волга» и шхуны «Комар», участвовала в обстреле аула Гасан-Кули и высадке десанта в ответ на обстрел туркменами брига «Мангишлак». Корабли отряда подвели на буксире к берегу лодки, вооружённые однофунтовыми фальконетами и заняли позицию напротив посёлка. Гассанкулинцам было предложено освободить захваченных при нападении на бриг пленников и выдать ответственных за организацию нападения. В связи с тем, что ответ получен не был, огнем с судов и лодок отряда, несмотря на ответный ружейный огонь с берега, было уничтожено 26 находившихся у посёлка киржимов. Уничтожение флотилии привело к снижению в течение последующих двух лет пиратской активности и возвращению через посредников восьми подданных Российской империи и нескольких персидских пленников захваченных в разное время на Каспии. Во время операции командир шхуны лейтенант К. Н. Петриченко командовал двумя дивизионами гребной флотилии и по итога м операции был награждён орденом Святой Анны IV степени с надписью «За храбрость». Также в кампанию этого года также ходила по каспийским портам.
В 1854 году подверглась тимберовке в Астрахани, а также выходила в плавания в Каспийское море. В кампанию 1855 года перешла из Астрахани к Астрабадской станции, где несла службу до 1858 года. В кампанию 1857 года, базируясь на станцию, выходила в плавания в Каспийское море. В 1859 году принимала участие в обстреле туркменского Чикигилярского аула. С 1860 по 1861 год вновь находилась в составе Астрабадской станции. В кампанию 1861 года также выходила в патрулирования к персидским и туркменским берегам для охраны российских коммерческих судов.
Шхуна «Тарантул» была исключена из списков судов флотилии 24 июня (6 июля) 1861 года.

## Командиры шхуны
Командирами парусной шхуны «Тарантул» в составе Российского императорского флота в разное время служили:
- лейтенант М. Ф. Быков (1849 год)[21];
- капитан-лейтенант М. М. Кадников (1849 год)[7];
- лейтенант Г. Г. фон Майдель (1850 год)[8][9];
- лейтенант К. Н. Петриченко (1851—1853 годы)[22][12];
- лейтенант П. А. Курош (1854 год)[23];
- лейтенант А. С. Болтин (1855 год)[24];
- лейтенант А. Т. Семыкин (до июня 1855 года)[25];
- лейтенант барон А. К. фон Геллесем (с июня 1855 года по 1857 год)[26];
- капитан-лейтенант В. И. Генбачев (1858—1859 годы)[комм. 4][27];
- капитан-лейтенант А. И. Рогаль-Левицкий (1860 год)[28].

### Комментарии
1. ↑  67 футов[1].
2. ↑  21 фут[1].
3. ↑  Командир находившегося у станции отряда кораблей Каспийской флотилии капитан-лейтенантом Л. А. Вендрих был заранее извещён о планируемом нападении и распределил корабли отряда для защиты близлежащих объектов: бот «Муравей» был оставлен у станции, шхуна направлена для защиты Фарахабадского промысла, а пароход «Волга» к туркменскому берегу, а после известия об отплытии туркмен к русской фактории в Астрабадском заливе[10].
4. ↑  По другим данным с 1855 по 1858 год[27].